# Conger (ryby)
Conger – rodzaj ryb promieniopłetwych z podrodziny Congrinae w obrębie rodziny kongerowatych (Congridae).

## Rozmieszczenie geograficzne
Do rodzaju należą gatunki występujące w wodach Oceanu Atlantyckiego, Oceanu Indyjskiego i Oceanu Spokojnego.

## Morfologia
Długość ciała do 300 cm; masa ciała (największa opublikowana) 110 kg.

## Systematyka
Rodzaj zdefiniował w 1817 roku francuski botanik i entomolog Louis Augustin Guillaume Bosc w haśle poświęconym kongerowi opublikowanym w siódmym tomie nowego słownika historii naturalnej. Gatunkiem typowym jest (oryginalne oznaczenie (absolutna tautonimia) konger (C. conger). Wcześniejsze nazwy Conger ukute w 1775 i 1798 roku zostały uznane za nieważne na mocy uprawnień Międzynarodowej Komisji Nomenklatury Zoologicznej, ze względu na niekonsekwentne stosowanie nazewnictwa binominalnego. Międzynarodowa Komisja Nomenklatury Zoologicznej w 1958 roku umieściła na „Oficjalnej Liście Nazw Rodzajowych w Zoologii” nazwę Conger wykreowaną w 1817 roku przez Lorenza Okena, jednak w toku późniejszych badań wykazano, że nazwa Bosca ma pierwszeństwo.

### Etymologia
- Conger (Congrus): łac. conger ‘gatunek węgorza morskiego’, od gr. γoγγρος gongros ‘węgorz morski’, od γογγυλος gongulos ‘zaokrąglony’[20].
- Leptocephalus: gr. λεπτος leptos ‘delikatny, drobny’[21]; -κεφαλος -kephalos ‘-głowy’, od κεφαλη kephalē ‘głowa’[22].
- Morris: ang. morris ‘młode węgorza kongera lub podobnej ryby’, pierwotnie uważane za odrębny gatunek[23].
- Helmictis: gr. ἑλμινς helmins,  ἑλμινθος helminthos ‘robak’[24]; ιχθυς ikhthus ‘ryba’[25]. Gatunek typowy (oznaczenie monotypowe): Helmictis punctatus Rafinesque, 1810 (= Muraena conger Linnaeus, 1758).
- Isognatha: gr. ισος isos ‘równy, podobny’[26]; γναθος gnathos ‘żuchwa’[27]. Gatunek typowy (oznaczenie monotypowe): Anguilla oceanica Mitchill, 1818.
- Veternio: etymologia niejasna, autor nie wyjaśnił znaczenia nazwy rodzajowej[15]. Gatunek typowy (oryginalne oznaczenie (również monotypowe)): Veternio verrens Snyder, 1904 (= Conger marginatus Valenciennes, 1850).
- Microconger: gr. μικρος mikros ‘mały’; rodzaj Conger Bosc, 1817[16]. Gatunek typowy (oryginalne oznaczenie (również monotypowe)): Leptocephalus caudalis Fowler, 1912 (= Conger cinereus Rüppell, 1871).
- Astroconger: gr. αστηρ astēr, αστερος asteros ‘gwiazda’[28]; rodzaj Conger Bosc, 1817. Gatunek typowy (oryginalne oznaczenie (również monotypowe)): Anguilla myriaster Brevoort, 1856.
- Forskalichthys: Peter Forsskål (1732–1763), szwedzki odkrywca i przyrodnik; gr. ιχθυς ikhthus ‘ryba’[25]. Gatunek typowy (oryginalne oznaczenie): Conger cinereus Rüppell, 1871.

### Podział systematyczny
Do rodzaju należą następujące gatunki:
- Conger cinereus Rüppell, 1871 – konger wschodni[29]
- Conger conger (Linnaeus, 1758) – konger[30]
- Conger erebennus (Jordan & Snyder, 1901)
- Conger esculentus Poey, 1861
- Conger jordani Kanazawa, 1958
- Conger macrocephalus Kanazawa, 1958
- Conger marginatus Valenciennes, 1850
- Conger melanopterus Kodeeswaran, Smith, Dhas, Kumar & Lal, 2023
- Conger monganius (Phillipps, 1932)
- Conger myriaster (Brevoort, 1856)
- Conger oceanicus (Mitchill, 1818) – konger amerykański[31]
- Conger oligoporus Kanazawa, 1958
- Conger orbignianus Valenciennes, 1837 – konger argentyński[32]
- Conger philippinus Kanazawa, 1958
- Conger triporiceps Kanazawa, 1958
- Conger verreauxi Kaup, 1856 – konger nowozelandzki[33]
- Conger wilsoni (Bloch & Schneider, 1801)